# Lyperogryllacris unicolor
Lyperogryllacris unicolor är en insektsart som först beskrevs av Heinrich Hugo Karny 1931.  Lyperogryllacris unicolor ingår i släktet Lyperogryllacris och familjen Gryllacrididae. Inga underarter finns listade i Catalogue of Life.